# Foto- und Multimediakaufmann
Bei der Berufsbezeichnung Foto- und Multimediakaufmann/frau handelt es sich um einen in Österreich üblichen Lehrberuf mit einer Ausbildungsdauer von 3 Jahren. Der Lehrberuf Foto- und Multimediakaufmann/-frau kann seit 1. Juli 2009 begonnen werden und ersetzt den Vorgängerlehrberuf Fotokaufmann/-frau.

## Berufsbild
Foto- und Multimediakaufleute verkaufen Fotoartikel (Kameras, Kamerazubehör, Filmmaterial, Fotopapier), Audio- und Videogeräte und andere elektronische Geräte. Kundenberatung sowie die Entgegennahme und Weiterleitung von Aufträgen zur Film- und Fotoentwicklung gehören zu den Haupttätigkeiten in der Berufspraxis. Nicht immer werden die zu entwickelten Materialien an ein Großlabor weitergeschickt. Viele Geschäfte lassen die Materialien auch in eigenen Labors entwickeln, was ebenfalls ins Tätigkeitsfeld von Foto- und Multimediakaufleuten fällt. Zudem entwickeln Foto- und Multimediakaufleute auch verkaufsfördernde Maßnahmen und führen diese durch, bestellen Waren nach, übernehmen diese und sorgen für deren fachgerechte Lagerung. Foto- und Multimediakaufleute arbeiten im Team in Fachgeschäften des Foto- und Multimediahandels oder in Fachabteilungen von Kaufhäusern und haben Kontakt zu Fachkräften aus anderen Abteilungen (z. B. Lagerhaltung, Rechnungswesen) und zu ihren Kunden.

## Arbeits- und Tätigkeitsbereiche
Foto- und Multimediakaufleute führen den Ein- und Verkauf verschiedener Foto-, Video-, Audioartikel oder Projektionsgeräte durch und erbringen Beratungs- und Serviceleistungen im Foto- und Mediafachhandel. Sie bereiten die Ware für den Verkauf vor, indem sie die Artikel mit Preisen versehen und im Verkaufsraum in den Regalen oder auf anderen Warenträgern ansprechend platzieren. Darüber hinaus können sie betriebswirtschaftliche Aufgaben im Personal- und  Rechnungswesen übernehmen wie z. B. die Organisation betrieblicher Abläufe, die Kalkulation der Preise, die  Inventur oder die Prüfung und Erstellung von Rechnungen.
Zu den im Foto- und Mediafachhandel angebotenen Artikeln gehören analoge und digitale Fotoapparate, Schmalfilmgeräte, Filme, Fotopapier und Fotochemikalien zum Entwickeln von Filmen und Fotos, außerdem Waren aus dem elektronischen Bereich wie etwa Audiogeräte (Aufnahmegeräte), Videokameras, Videobänder, Videospiele, Taschenrechner, Kleincomputer und Projektoren (z. B. Videobeamer).
Foto- und Multimediakaufleute führen Serviceleistungen, wie die Reparaturannahme von foto- und medientechnischen Geräten und die Annahme von Filmen und anderen Speichermedien für die Entwicklung und die Bestellung von Fotoabzügen durch. Die Aufträge werden entweder an Großlabors weitergegeben oder auf Printern im Fotogeschäft selbst realisiert.

## Arbeitsmittel
Foto- und Multimediakaufleute verwenden bei ihrer Arbeit vorwiegend elektronische Geräte. Der PC ist dabei das zentrale Medium. Egal, ob es um die Durchführung von Bestellungen oder um die Erstellung von Rechnungen geht, die Abwicklung erfolgt meist EDV-gestützt.
Sie verwenden Kunden- und Lieferantenkarteien, Lagerhaltungs- und Buchhaltungssoftware. Im Rahmen von Präsentationen bedienen sie verschiedene Fotoapparate, Videokameras, Aufnahmegeräte und Projektionsgeräte (Videobeamer) etc. In der Fotoausarbeitung bedienen sie Printer für die Erstellung von Fotoabzügen und hantieren mit unterschiedlichen Speichermedien.

## Arbeitsumfeld, Arbeitsorte
Foto- und Multimediakaufleute arbeiten in den Verkaufs-, Lager-, Büro- und Laborräumen im Foto- und Multimediafachhandel, Multimediahandelsketten oder Großkaufhäusern. Sie arbeiten im Team mit ihren Berufskollegen und Kollegen aus anderen Abteilungen (z. B.  Rechnungswesen, siehe Buchhalter) oder mit Lagerarbeiteren. Im Verkaufsraum haben sie Kontakt zu ihren Kunden, bei der Warenlieferung zu den Lieferanten. Manchmal arbeiten sie auch gemeinsam mit Fotografen.

## Tätigkeitsliste
- den Bedarf für die Warenbeschaffung ermitteln und die Warenbestellungen in der betriebsüblichen Kommunikationsform durchführen
- Warenlieferungen überwachen und administrativ bearbeiten
- die Waren übernehmen, kontrollieren, lagern und pflegen
- das betriebliche Warensortiment vorbereiten, bereitstellen und verkaufsgerecht präsentieren
- den Einkauf unter Berücksichtigung aktueller technischer Entwicklungen und den Erfordernissen des Marktes planen und durchführen
- Kunden bei der Produktauswahl sowie zu technischen Ergänzungen und Zubehör beraten und informieren
- Kunden hinsichtlich Bildgestaltung und -nachbearbeitung beraten
- Serviceleistungen anbieten
- Verkaufsgespräche führen
- Bestellungen und Kundenaufträge entgegennehmen und abwickeln, inklusive Rechnungslegung und Zahlungsverkehr
- Kundenreklamationen behandeln